# Culinária do Malawi

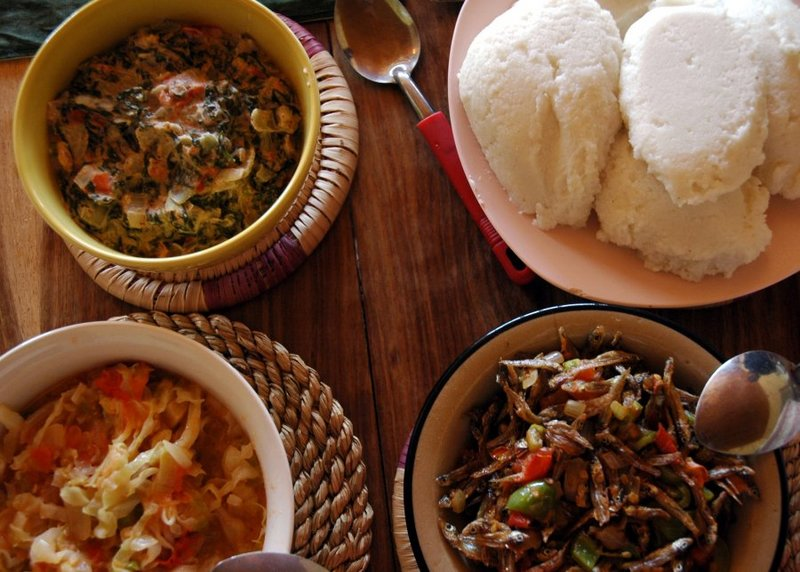
Nshima (canto superior direito) com três condimentos

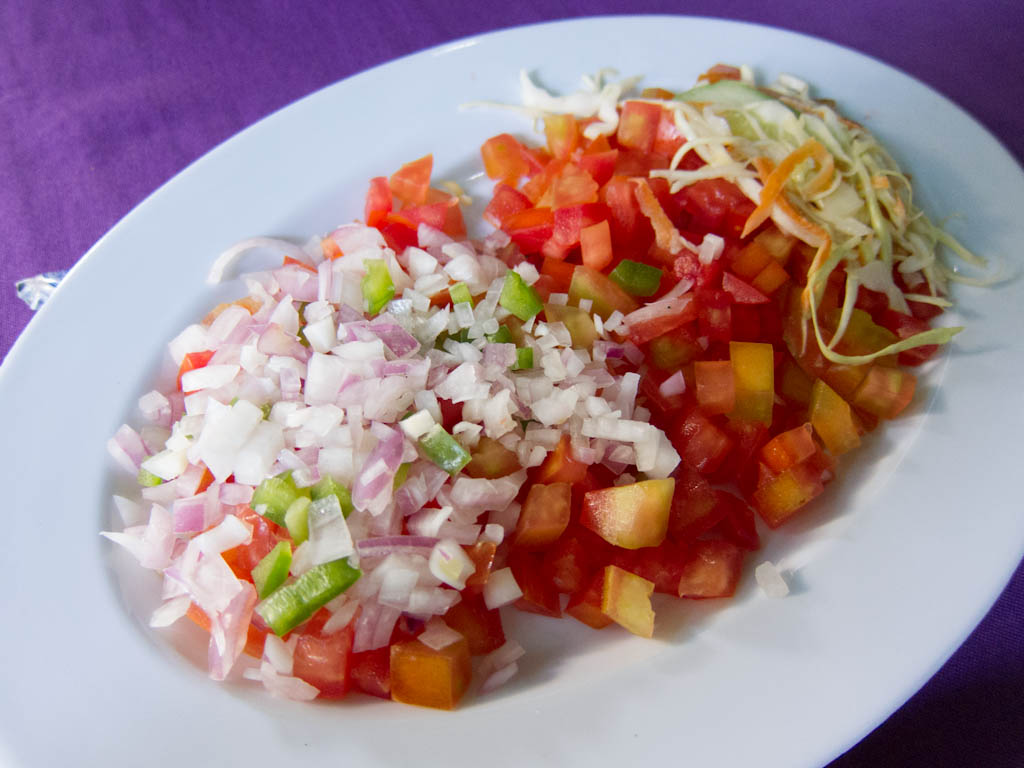
Kachumbari

A cozinha do Malawi inclui os alimentos e práticas culinárias do Malawi. Chá e peixe são características populares da culinária do Malawi. Açúcar, café, milho, batata, sorgo, gado e cabras também são componentes importantes da culinária e da economia. O Lago Malawi é uma fonte de peixes, incluindo chambo (semelhante ao sargo), usipa (semelhante à sardinha), mpasa (semelhante ao salmão) e kampango. Nsima é um alimento básico feito de milho moído e servido com acompanhamentos de carne, feijão e vegetais, que pode ser consumido no almoço e jantar.
A culinária do Malaui inclui ainda:
- Kachumbari, um tipo de salada de tomate e cebola, conhecido localmente no Malawi como 'Sumu' ou 'Shum' ou simplesmente 'salada de tomate e cebola'.
- Thobwa, uma bebida fermentada feita de milho branco e painço ou sorgo.
- Kondowole, feito com farinha de mandioca e água.[2][3] É principalmente do norte do Malawi e é uma refeição muito pegajosa que se assemelha ao nsima do Malawi, ao ugali da Tanzânia ou ao posho de Uganda. É principalmente cozido no chão devido à sua textura, uma vez que é normalmente difícil de passar um palito de cozinha, para o que é necessária muita força. Kondowole é normalmente consumido com peixes.
- Futali
- Nthochi

Localização do Malawi
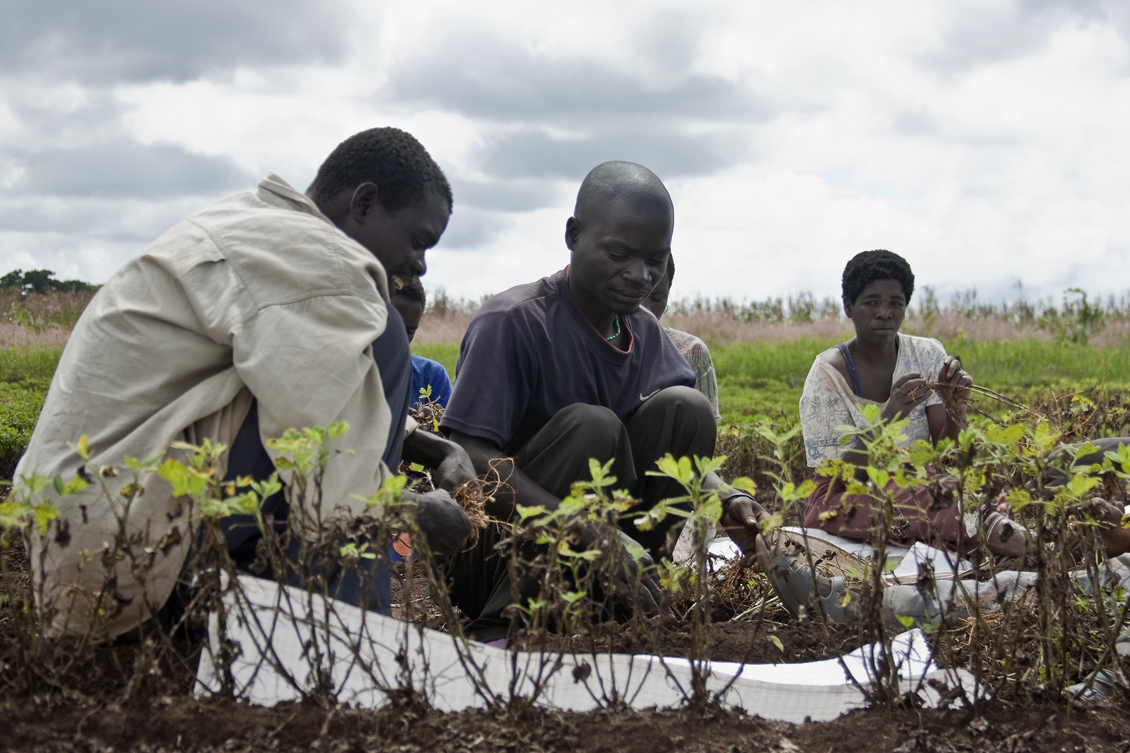
Colhendo amendoim em uma estação de pesquisa agrícola no Malaui
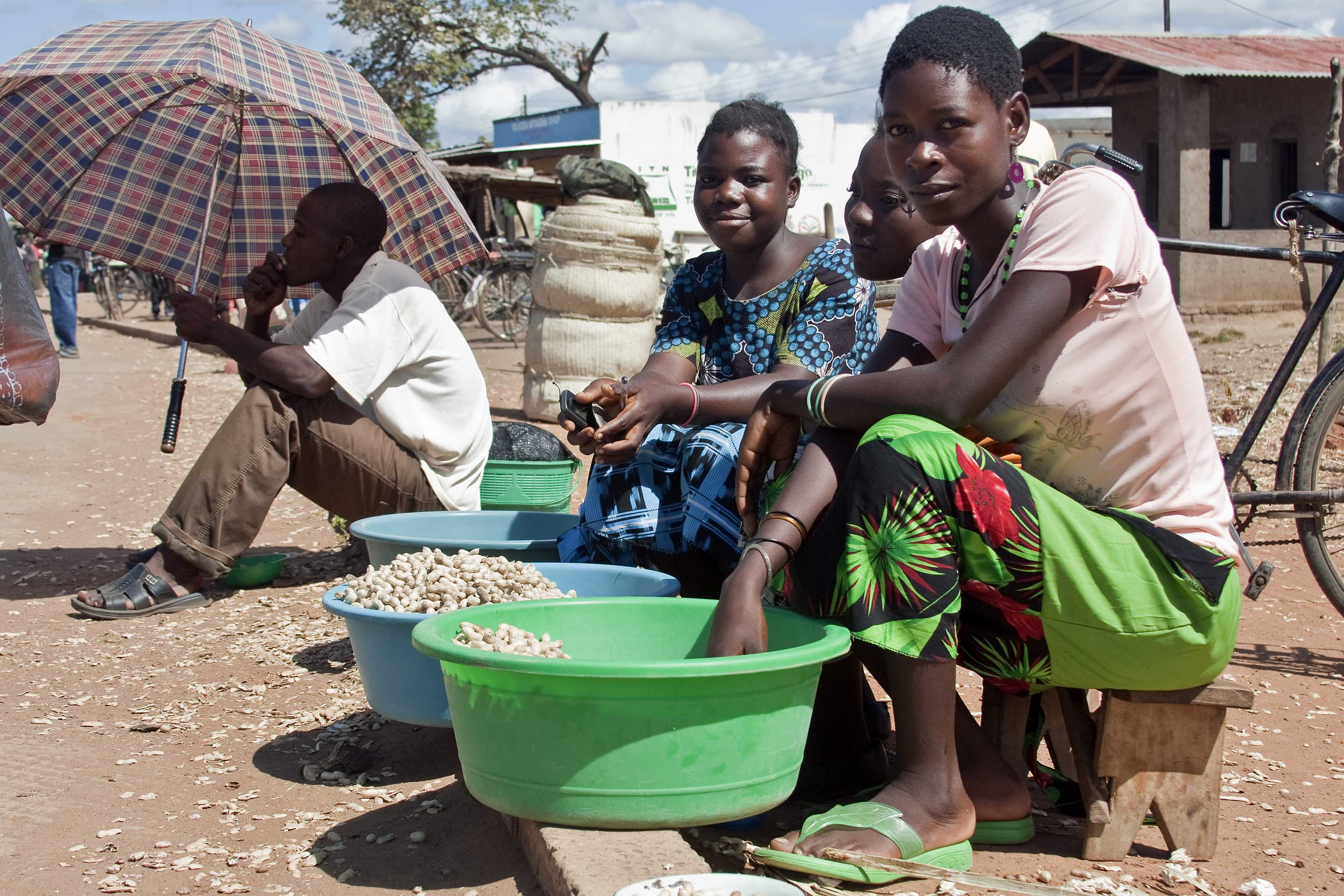
Mulheres no distrito de Salima, Malawi, vendendo amendoim
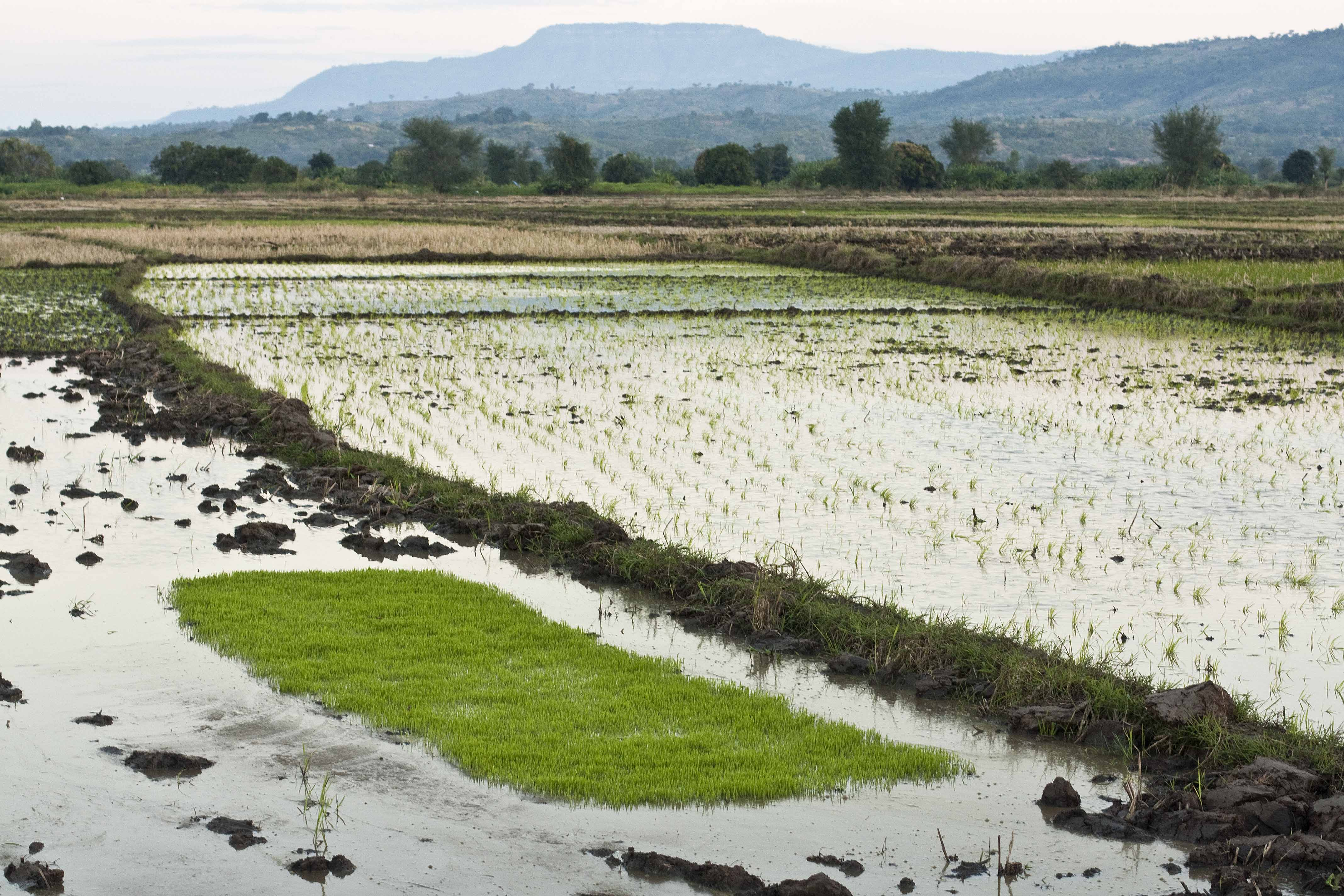
Campos de arroz em Karonga
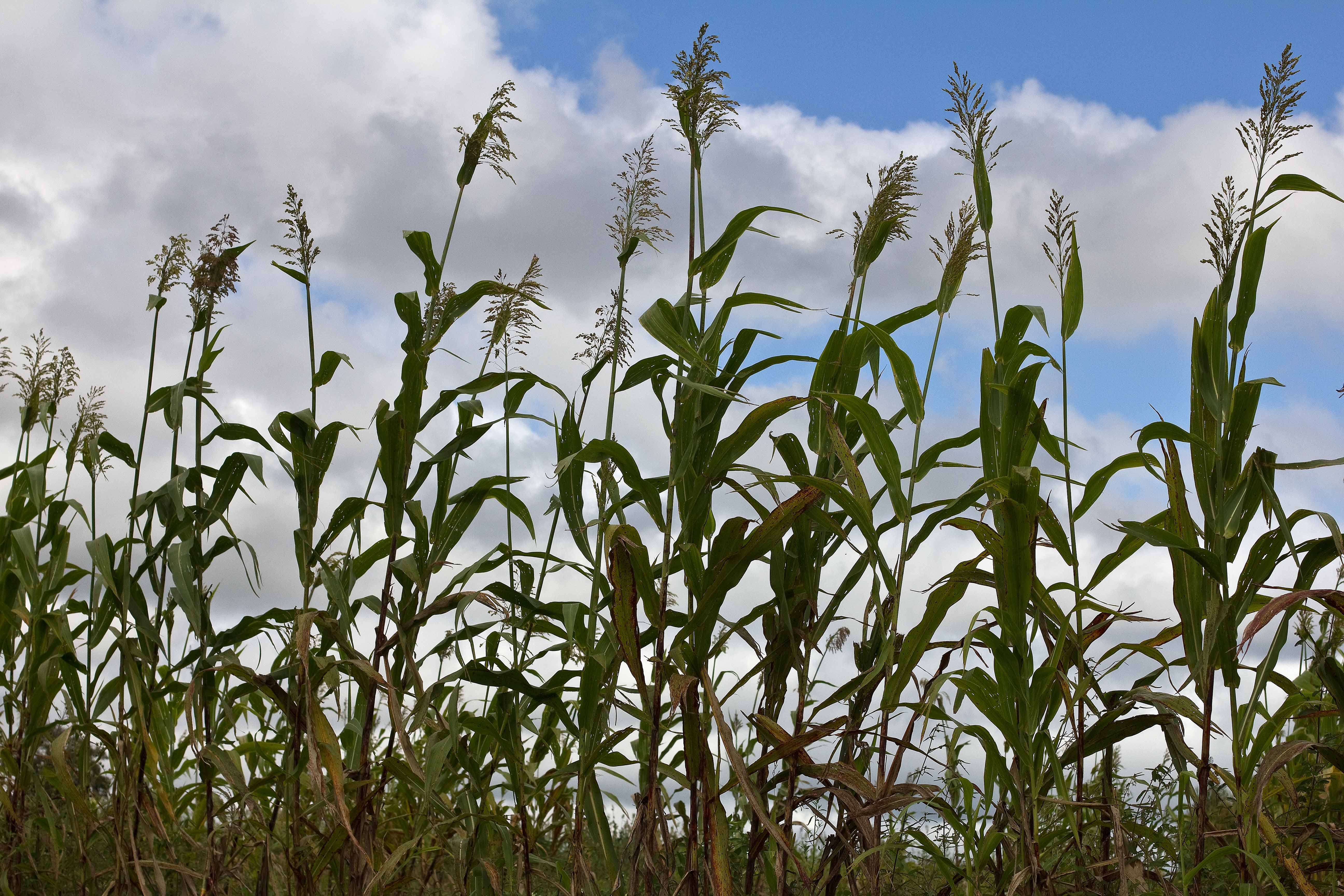
Uma variedade local de sorgo do Malawi

## Peixes
Os peixes no Malawi variam de "utaka" (pronuncia-se "u-ta-ka") e "chambo" (um peixe famoso do Lago Malawi). O Kondowole não é uma refeição que possa ser feita a granel devido à sua consistência e textura, portanto, não é consumido com tanta frequência quanto o nsima.